# Coupe de Belgique de hockey sur gazon 2025-2026
Navigation
2024-2025 2026-2027
La Coupe de Belgique de hockey sur gazon 2025-2026 sera la 89e édition de la Coupe de Belgique de hockey sur gazon.

## Fonctionnement et règlement

### Format de la coupe
La coupe est jouée en trois tours d'une journée. Le premier tour se déroule en une phase de groupes de trois équipes avec deux matchs chacun, le deuxième tour se déroule en élimination directe avec les huitièmes de finale et les quarts de finale, et le dernier tour se déroule aussi en élimination directe avec les demi-finales et les finales. Tous les matchs se déroulent en une seule manche.
Avant chaque match, chaque équipe doit composer une sélection comprenant dix-huit joueurs sur une feuille de match.
Tous les matchs se jouent en quatre quart-temps de quinze minutes avec une séance de tirs au but en cas d'égalité en temps réglementaire.

### Nombre d'équipes participantes
48 clubs participent à la compétition.
Les équipes proviennent des divisions suivantes :
- 7 clubs de Nationale 4 (N4),
- 10 clubs de Nationale 3 (N3),
- 11 clubs de Nationale 2 (N2),
- 9 clubs de Nationale 1 (N1),
- 11 clubs de Division Honneur (DH).

## Calendrier
| Nom                 | Tirage au sort | Date            | Équipes participantes | Équipes restantes |
| ------------------- | -------------- | --------------- | --------------------- | ----------------- |
| Phase de groupes    | 27 juin 2025   | 24 août 2025    | 48                    | 48 à 16           |
| Huitièmes de finale | TBD            | 25 octobre 2025 | 16                    | 16 à 8            |
| Quarts de finale    | TBD            | 26 octobre 2025 | 8                     | 8 à 4             |
| Demi-finales        | TBD            | 5 avril 2026    | 4                     | 4 à 2             |
| Finale              | TBD            | 3 mai 2026      | 2                     |                   |

## Participants

### Par régions
| Régions            | Total | DH | N1(D1) | N2(D2) | N3(D3) | N4(D4) |
| ------------------ | ----- | -- | ------ | ------ | ------ | ------ |
| Région bruxelloise | 18    | 4  | 5      | 4      | 4      | 1      |
| Région flamande    | 19    | 4  | 3      | 4      | 5      | 3      |
| Région wallonne    | 11    | 3  | 1      | 3      | 1      | 3      |
| TOTAUX             | 48    | 11 | 9      | 11     | 10     | 7      |

## Phase de groupes

### Tirage au sort
Le tirage au sort de la phase de groupes se tient le 27 juin 2025 à Zaventem.
| Chapeau 1             | Chapeau 2               | Chapeau 3        |
| --------------------- | ----------------------- | ---------------- |
| La Gantoise (DH)      | Langeveld (D1)          | Bruges (D3)      |
| Léopold (DH)          | Wellington (D1)         | Relax (D3)       |
| Waterloo Ducks (DH)   | Baudouin (D1)           | Ixelles (D3)     |
| Dragons (DH)          | Rapid (D1)              | La Louvière (D3) |
| Orée (DH)             | Indiana (D2)            | Stix (D3)        |
| Herakles (DH)         | Malines (D2)            | Olympia (D3)     |
| Uccle Sport (DH)      | Amicale Anderlecht (D2) | Hoegaarden (D3)  |
| Racing (DH)           | Verviers (D2)           | Taxandria (D3)   |
| Beerschot (DH)        | Polo (D2)               | Sukkelweg (D3)   |
| Old Club (DH)         | Parc (D2)               | Ombrage (D3)     |
| Pingouin (DH)         | Woluwe (D2)             | Mol (D4)         |
| Daring (D1)           | Linkebeek (D2)          | Keerbergen (D4)  |
| Antwerp (D1)          | Lara (D2)               | Rix (D4)         |
| White Star (D1)       | Leopard (D2)            | Arlon (D4)       |
| Louvain-la-Neuve (D1) | Saint-Georges (D2)      | Lokeren (D4)     |
| La Rasante (D1)       | Wolvendael (D3)         | Lynx (D4)        |

### Groupe A
| Rang | Équipe                  | Pts | J | G | VTaB | DTaB | P | Bp | Bc | Diff | Qualification               |
| ---- | ----------------------- | --- | - | - | ---- | ---- | - | -- | -- | ---- | --------------------------- |
| 1    | La Gantoise (DH)        | 0   | 0 | 0 | 0    | 0    | 0 | 0  | 0  | 0    | Phase à élimination directe |
| 2    | Amicale Anderlecht (D2) | 0   | 0 | 0 | 0    | 0    | 0 | 0  | 0  | 0    |                             |
| 3    | Arlon (D4) (H)          | 0   | 0 | 0 | 0    | 0    | 0 | 0  | 0  | 0    |                             |

| 24 août 2025 | Arlon | -   | Amicale Anderlecht | Arlon       |             |
| 11h00        |       | (-) |                    | Arbitrage : | Arbitrage : |

| 24 août 2025 | Amicale Anderlecht | -   | La Gantoise | Arlon       |             |
| 13h00        |                    | (-) |             | Arbitrage : | Arbitrage : |

| 24 août 2025 | La Gantoise | -   | Arlon | Arlon       |             |
| 15h00        |             | (-) |       | Arbitrage : | Arbitrage : |

### Groupe B
| Rang | Équipe           | Pts | J | G | VTaB | DTaB | P | Bp | Bc | Diff | Qualification               |
| ---- | ---------------- | --- | - | - | ---- | ---- | - | -- | -- | ---- | --------------------------- |
| 1    | White Star (D1)  | 0   | 0 | 0 | 0    | 0    | 0 | 0  | 0  | 0    | Phase à élimination directe |
| 2    | Malines (D2) (H) | 0   | 0 | 0 | 0    | 0    | 0 | 0  | 0  | 0    |                             |
| 3    | Relax (D3)       | 0   | 0 | 0 | 0    | 0    | 0 | 0  | 0  | 0    |                             |

| 24 août 2025 | Malines | -   | Relax | De Nekker, Malines |             |
| 11h00        |         | (-) |       | Arbitrage :        | Arbitrage : |

| 24 août 2025 | Relax | -   | White Star | De Nekker, Malines |             |
| 13h00        |       | (-) |            | Arbitrage :        | Arbitrage : |

| 24 août 2025 | White Star | -   | Malines | De Nekker, Malines |             |
| 15h00        |            | (-) |         | Arbitrage :        | Arbitrage : |

### Groupe C
| Rang | Équipe             | Pts | J | G | VTaB | DTaB | P | Bp | Bc | Diff | Qualification               |
| ---- | ------------------ | --- | - | - | ---- | ---- | - | -- | -- | ---- | --------------------------- |
| 1    | Daring (D1)        | 0   | 0 | 0 | 0    | 0    | 0 | 0  | 0  | 0    | Phase à élimination directe |
| 2    | Saint-Georges (D2) | 0   | 0 | 0 | 0    | 0    | 0 | 0  | 0  | 0    |                             |
| 3    | Ombrage (D3) (H)   | 0   | 0 | 0 | 0    | 0    | 0 | 0  | 0  | 0    |                             |

| 24 août 2025 | Ombrage | -   | Daring | Parc de Woluwe, Woluwe-Saint-Pierre |             |
| 11h00        |         | (-) |        | Arbitrage :                         | Arbitrage : |

| 24 août 2025 | Daring | -   | Saint-Georges | Parc de Woluwe, Woluwe-Saint-Pierre |             |
| 13h00        |        | (-) |               | Arbitrage :                         | Arbitrage : |

| 24 août 2025 | Saint-Georges | -   | Ombrage | Parc de Woluwe, Woluwe-Saint-Pierre |             |
| 15h00        |               | (-) |         | Arbitrage :                         | Arbitrage : |

### Groupe D
| Rang | Équipe           | Pts | J | G | VTaB | DTaB | P | Bp | Bc | Diff | Qualification               |
| ---- | ---------------- | --- | - | - | ---- | ---- | - | -- | -- | ---- | --------------------------- |
| 1    | Orée (DH) T      | 0   | 0 | 0 | 0    | 0    | 0 | 0  | 0  | 0    | Phase à élimination directe |
| 2    | Indiana (D2)     | 0   | 0 | 0 | 0    | 0    | 0 | 0  | 0  | 0    |                             |
| 3    | Ixelles (D3) (H) | 0   | 0 | 0 | 0    | 0    | 0 | 0  | 0  | 0    |                             |

| 24 août 2025 | Ixelles | -   | Orée | Ixelles     |             |
| 11h00        |         | (-) |      | Arbitrage : | Arbitrage : |

| 24 août 2025 | Orée | -   | Indiana | Ixelles     |             |
| 13h00        |      | (-) |         | Arbitrage : | Arbitrage : |

| 24 août 2025 | Indiana | -   | Ixelles | Ixelles     |             |
| 15h00        |         | (-) |         | Arbitrage : | Arbitrage : |

### Groupe E
| Rang | Équipe          | Pts | J | G | VTaB | DTaB | P | Bp | Bc | Diff | Qualification               |
| ---- | --------------- | --- | - | - | ---- | ---- | - | -- | -- | ---- | --------------------------- |
| 1    | Herakles (DH)   | 0   | 0 | 0 | 0    | 0    | 0 | 0  | 0  | 0    | Phase à élimination directe |
| 2    | Wolvendael (D3) | 0   | 0 | 0 | 0    | 0    | 0 | 0  | 0  | 0    |                             |
| 3    | Bruges (D3) (H) | 0   | 0 | 0 | 0    | 0    | 0 | 0  | 0  | 0    |                             |

| 24 août 2025 | Bruges | -   | Herakles | Saint-André |             |
| 11h00        |        | (-) |          | Arbitrage : | Arbitrage : |

| 24 août 2025 | Herakles | -   | Wolvendael | Saint-André |             |
| 13h00        |          | (-) |            | Arbitrage : | Arbitrage : |

| 24 août 2025 | Wolvendael | -   | Bruges | Saint-André |             |
| 15h00        |            | (-) |        | Arbitrage : | Arbitrage : |

### Groupe F
| Rang | Équipe            | Pts | J | G | VTaB | DTaB | P | Bp | Bc | Diff | Qualification               |
| ---- | ----------------- | --- | - | - | ---- | ---- | - | -- | -- | ---- | --------------------------- |
| 1    | Racing (DH)       | 0   | 0 | 0 | 0    | 0    | 0 | 0  | 0  | 0    | Phase à élimination directe |
| 2    | Baudouin (D1) (H) | 0   | 0 | 0 | 0    | 0    | 0 | 0  | 0  | 0    |                             |
| 3    | Lynx (D4)         | 0   | 0 | 0 | 0    | 0    | 0 | 0  | 0  | 0    |                             |

| 24 août 2025 | Baudouin | -   | Racing | Dilbeek     |             |
| 11h00        |          | (-) |        | Arbitrage : | Arbitrage : |

| 24 août 2025 | Racing | -   | Lynx | Dilbeek     |             |
| 13h00        |        | (-) |      | Arbitrage : | Arbitrage : |

| 24 août 2025 | Lynx | -   | Baudouin | Dilbeek     |             |
| 15h00        |      | (-) |          | Arbitrage : | Arbitrage : |

### Groupe G
| Rang | Équipe             | Pts | J | G | VTaB | DTaB | P | Bp | Bc | Diff | Qualification               |
| ---- | ------------------ | --- | - | - | ---- | ---- | - | -- | -- | ---- | --------------------------- |
| 1    | Dragons (DH)       | 0   | 0 | 0 | 0    | 0    | 0 | 0  | 0  | 0    | Phase à élimination directe |
| 2    | Parc (D2)          | 0   | 0 | 0 | 0    | 0    | 0 | 0  | 0  | 0    |                             |
| 3    | Sukkelweg (D3) (H) | 0   | 0 | 0 | 0    | 0    | 0 | 0  | 0  | 0    |                             |

| 24 août 2025 | Sukkelweg | -   | Dragons | Parc Brugmann, Uccle |             |
| 11h00        |           | (-) |         | Arbitrage :          | Arbitrage : |

| 24 août 2025 | Dragons | -   | Parc | Parc Brugmann, Uccle |             |
| 13h00        |         | (-) |      | Arbitrage :          | Arbitrage : |

| 24 août 2025 | Parc | -   | Sukkelweg | Parc Brugmann, Uccle |             |
| 15h00        |      | (-) |           | Arbitrage :          | Arbitrage : |

### Groupe H
| Rang | Équipe              | Pts | J | G | VTaB | DTaB | P | Bp | Bc | Diff | Qualification               |
| ---- | ------------------- | --- | - | - | ---- | ---- | - | -- | -- | ---- | --------------------------- |
| 1    | Léopold (DH)        | 0   | 0 | 0 | 0    | 0    | 0 | 0  | 0  | 0    | Phase à élimination directe |
| 2    | Leopard (D2)        | 0   | 0 | 0 | 0    | 0    | 0 | 0  | 0  | 0    |                             |
| 3    | Hoegaarden (D3) (H) | 0   | 0 | 0 | 0    | 0    | 0 | 0  | 0  | 0    |                             |

| 24 août 2025 | Hoegaarden | -   | Léopold | Hoegaarden  |             |
| 11h00        |            | (-) |         | Arbitrage : | Arbitrage : |

| 24 août 2025 | Léopold | -   | Leopard | Hoegaarden  |             |
| 13h00        |         | (-) |         | Arbitrage : | Arbitrage : |

| 24 août 2025 | Leopard | -   | Hoegaarden | Hoegaarden  |             |
| 15h00        |         | (-) |            | Arbitrage : | Arbitrage : |

### Groupe I
| Rang | Équipe           | Pts | J | G | VTaB | DTaB | P | Bp | Bc | Diff | Qualification               |
| ---- | ---------------- | --- | - | - | ---- | ---- | - | -- | -- | ---- | --------------------------- |
| 1    | Antwerp (D1) (H) | 0   | 0 | 0 | 0    | 0    | 0 | 0  | 0  | 0    | Phase à élimination directe |
| 2    | Polo (D2)        | 0   | 0 | 0 | 0    | 0    | 0 | 0  | 0  | 0    |                             |
| 3    | Rix (D4)         | 0   | 0 | 0 | 0    | 0    | 0 | 0  | 0  | 0    |                             |

| 24 août 2025 | Antwerp | -   | Polo | Brecht      |             |
| 11h00        |         | (-) |      | Arbitrage : | Arbitrage : |

| 24 août 2025 | Polo | -   | Rix | Brecht      |             |
| 13h00        |      | (-) |     | Arbitrage : | Arbitrage : |

| 24 août 2025 | Rix | -   | Antwerp | Brecht      |             |
| 15h00        |     | (-) |         | Arbitrage : | Arbitrage : |

### Groupe J
| Rang | Équipe              | Pts | J | G | VTaB | DTaB | P | Bp | Bc | Diff | Qualification               |
| ---- | ------------------- | --- | - | - | ---- | ---- | - | -- | -- | ---- | --------------------------- |
| 1    | Waterloo Ducks (DH) | 0   | 0 | 0 | 0    | 0    | 0 | 0  | 0  | 0    | Phase à élimination directe |
| 2    | Wellington (D1)     | 0   | 0 | 0 | 0    | 0    | 0 | 0  | 0  | 0    |                             |
| 3    | Lokeren (D4) (H)    | 0   | 0 | 0 | 0    | 0    | 0 | 0  | 0  | 0    |                             |

### Groupe K
| Rang | Équipe                | Pts | J | G | VTaB | DTaB | P | Bp | Bc | Diff | Qualification               |
| ---- | --------------------- | --- | - | - | ---- | ---- | - | -- | -- | ---- | --------------------------- |
| 1    | Louvain-la-Neuve (D1) | 0   | 0 | 0 | 0    | 0    | 0 | 0  | 0  | 0    | Phase à élimination directe |
| 2    | Verviers (D2)         | 0   | 0 | 0 | 0    | 0    | 0 | 0  | 0  | 0    |                             |
| 3    | Stix (D3) (H)         | 0   | 0 | 0 | 0    | 0    | 0 | 0  | 0  | 0    |                             |

### Groupe L
| Rang | Équipe               | Pts | J | G | VTaB | DTaB | P | Bp | Bc | Diff | Qualification               |
| ---- | -------------------- | --- | - | - | ---- | ---- | - | -- | -- | ---- | --------------------------- |
| 1    | Pingouin (DH)        | 0   | 0 | 0 | 0    | 0    | 0 | 0  | 0  | 0    | Phase à élimination directe |
| 2    | Lara (D2)            | 0   | 0 | 0 | 0    | 0    | 0 | 0  | 0  | 0    |                             |
| 3    | La Louvière (D3) (H) | 0   | 0 | 0 | 0    | 0    | 0 | 0  | 0  | 0    |                             |

### Groupe M
| Rang | Équipe             | Pts | J | G | VTaB | DTaB | P | Bp | Bc | Diff | Qualification               |
| ---- | ------------------ | --- | - | - | ---- | ---- | - | -- | -- | ---- | --------------------------- |
| 1    | Old Club (DH)      | 0   | 0 | 0 | 0    | 0    | 0 | 0  | 0  | 0    | Phase à élimination directe |
| 2    | Linkebeek (D2)     | 0   | 0 | 0 | 0    | 0    | 0 | 0  | 0  | 0    |                             |
| 3    | Taxandria (D3) (H) | 0   | 0 | 0 | 0    | 0    | 0 | 0  | 0  | 0    |                             |

### Groupe N
| Rang | Équipe          | Pts | J | G | VTaB | DTaB | P | Bp | Bc | Diff | Qualification               |
| ---- | --------------- | --- | - | - | ---- | ---- | - | -- | -- | ---- | --------------------------- |
| 1    | La Rasante (D1) | 0   | 0 | 0 | 0    | 0    | 0 | 0  | 0  | 0    | Phase à élimination directe |
| 2    | Rapid (D1) (H)  | 0   | 0 | 0 | 0    | 0    | 0 | 0  | 0  | 0    |                             |
| 3    | Mol (D4)        | 0   | 0 | 0 | 0    | 0    | 0 | 0  | 0  | 0    |                             |

### Groupe O
| Rang | Équipe           | Pts | J | G | VTaB | DTaB | P | Bp | Bc | Diff | Qualification               |
| ---- | ---------------- | --- | - | - | ---- | ---- | - | -- | -- | ---- | --------------------------- |
| 1    | Beerschot (DH)   | 0   | 0 | 0 | 0    | 0    | 0 | 0  | 0  | 0    | Phase à élimination directe |
| 2    | Woluwe (D2)      | 0   | 0 | 0 | 0    | 0    | 0 | 0  | 0  | 0    |                             |
| 3    | Olympia (D3) (H) | 0   | 0 | 0 | 0    | 0    | 0 | 0  | 0  | 0    |                             |

### Groupe P
| Rang | Équipe              | Pts | J | G | VTaB | DTaB | P | Bp | Bc | Diff | Qualification               |
| ---- | ------------------- | --- | - | - | ---- | ---- | - | -- | -- | ---- | --------------------------- |
| 1    | Uccle Sport (DH)    | 0   | 0 | 0 | 0    | 0    | 0 | 0  | 0  | 0    | Phase à élimination directe |
| 2    | Langeveld (D1)      | 0   | 0 | 0 | 0    | 0    | 0 | 0  | 0  | 0    |                             |
| 3    | Keerbergen (D4) (H) | 0   | 0 | 0 | 0    | 0    | 0 | 0  | 0  | 0    |                             |

## Phase a élimination directe

### Tableau final
|  | Huitièmes de finale | Huitièmes de finale | Huitièmes de finale | Huitièmes de finale |   |   | Quarts de finale | Quarts de finale | Quarts de finale | Quarts de finale |  |  | Demi-finales | Demi-finales | Demi-finales | Demi-finales |  |  | Finale     | Finale     | Finale     | Finale     |
|  |                     |                     |                     |                     |   |   |                  |                  |                  |                  |  |  |              |              |              |              |  |  |            |            |            |            |
|  | 25 octobre 2025     | 25 octobre 2025     | 25 octobre 2025     | 25 octobre 2025     |   |   | 26 octobre 2025  | 26 octobre 2025  | 26 octobre 2025  | 26 octobre 2025  |  |  | 5 avril 2026 | 5 avril 2026 | 5 avril 2026 | 5 avril 2026 |  |  | 3 mai 2026 | 3 mai 2026 | 3 mai 2026 | 3 mai 2026 |
|  | -                   | -                   | -                   | -                   |   |   | 26 octobre 2025  | 26 octobre 2025  | 26 octobre 2025  | 26 octobre 2025  |  |  | 5 avril 2026 | 5 avril 2026 | 5 avril 2026 | 5 avril 2026 |  |  | 3 mai 2026 | 3 mai 2026 | 3 mai 2026 | 3 mai 2026 |
|  | -                   | -                   | -                   | -                   |   |   | 26 octobre 2025  | 26 octobre 2025  | 26 octobre 2025  | 26 octobre 2025  |  |  | 5 avril 2026 | 5 avril 2026 | 5 avril 2026 | 5 avril 2026 |  |  | 3 mai 2026 | 3 mai 2026 | 3 mai 2026 | 3 mai 2026 |
|  | -                   | -                   | -                   | -                   |   |   | 26 octobre 2025  | 26 octobre 2025  | 26 octobre 2025  | 26 octobre 2025  |  |  | 5 avril 2026 | 5 avril 2026 | 5 avril 2026 | 5 avril 2026 |  |  | 3 mai 2026 | 3 mai 2026 | 3 mai 2026 | 3 mai 2026 |
|  | -                   | -                   | -                   | -                   | - | - | -                | -                |                  |                  |  |  | 5 avril 2026 | 5 avril 2026 | 5 avril 2026 | 5 avril 2026 |  |  | 3 mai 2026 | 3 mai 2026 | 3 mai 2026 | 3 mai 2026 |
|  | 25 octobre 2025     |                     |                     |                     | - | - | -                | -                |                  |                  |  |  | 5 avril 2026 | 5 avril 2026 | 5 avril 2026 | 5 avril 2026 |  |  | 3 mai 2026 | 3 mai 2026 | 3 mai 2026 | 3 mai 2026 |
|  |                     |                     | -                   | -                   | - | - |                  |                  |                  |                  |  |  | 5 avril 2026 | 5 avril 2026 | 5 avril 2026 | 5 avril 2026 |  |  | 3 mai 2026 | 3 mai 2026 | 3 mai 2026 | 3 mai 2026 |
|  | -                   | -                   | -                   | -                   | - | - | -                | -                |                  |                  |  |  | 5 avril 2026 | 5 avril 2026 | 5 avril 2026 | 5 avril 2026 |  |  | 3 mai 2026 | 3 mai 2026 | 3 mai 2026 | 3 mai 2026 |
|  | -                   | -                   | 26 octobre 2025     |                     |   |   | -                | -                |                  |                  |  |  | 5 avril 2026 | 5 avril 2026 | 5 avril 2026 | 5 avril 2026 |  |  | 3 mai 2026 | 3 mai 2026 | 3 mai 2026 | 3 mai 2026 |
|  | -                   | -                   | -                   | -                   |   |   |                  |                  |                  |                  |  |  | 5 avril 2026 | 5 avril 2026 | 5 avril 2026 | 5 avril 2026 |  |  | 3 mai 2026 | 3 mai 2026 | 3 mai 2026 | 3 mai 2026 |
|  | -                   | -                   | -                   | -                   | - | - | -                | -                |                  |                  |  |  |              |              |              |              |  |  | 3 mai 2026 | 3 mai 2026 | 3 mai 2026 | 3 mai 2026 |
|  | 25 octobre 2025     |                     |                     |                     | - | - | -                | -                |                  |                  |  |  |              |              |              |              |  |  | 3 mai 2026 | 3 mai 2026 | 3 mai 2026 | 3 mai 2026 |
|  |                     |                     | -                   | -                   | - | - |                  |                  |                  |                  |  |  |              |              |              |              |  |  | 3 mai 2026 | 3 mai 2026 | 3 mai 2026 | 3 mai 2026 |
|  | -                   | -                   | -                   | -                   | - | - | -                | -                |                  |                  |  |  |              |              |              |              |  |  | 3 mai 2026 | 3 mai 2026 | 3 mai 2026 | 3 mai 2026 |
|  | -                   | -                   | 5 avril 2026        |                     |   |   | -                | -                |                  |                  |  |  |              |              |              |              |  |  | 3 mai 2026 | 3 mai 2026 | 3 mai 2026 | 3 mai 2026 |
|  | -                   | -                   | -                   | -                   |   |   |                  |                  |                  |                  |  |  |              |              |              |              |  |  | 3 mai 2026 | 3 mai 2026 | 3 mai 2026 | 3 mai 2026 |
|  | -                   | -                   | -                   | -                   | - | - | -                | -                |                  |                  |  |  |              |              |              |              |  |  | 3 mai 2026 | 3 mai 2026 | 3 mai 2026 | 3 mai 2026 |
|  | 25 octobre 2025     |                     |                     |                     | - | - | -                | -                |                  |                  |  |  |              |              |              |              |  |  | 3 mai 2026 | 3 mai 2026 | 3 mai 2026 | 3 mai 2026 |
|  |                     |                     | -                   | -                   | - | - |                  |                  |                  |                  |  |  |              |              |              |              |  |  | 3 mai 2026 | 3 mai 2026 | 3 mai 2026 | 3 mai 2026 |
|  | -                   | -                   | -                   | -                   | - | - | -                | -                |                  |                  |  |  |              |              |              |              |  |  | 3 mai 2026 | 3 mai 2026 | 3 mai 2026 | 3 mai 2026 |
|  | -                   | -                   | 26 octobre 2025     |                     |   |   | -                | -                |                  |                  |  |  |              |              |              |              |  |  | 3 mai 2026 | 3 mai 2026 | 3 mai 2026 | 3 mai 2026 |
|  | -                   | -                   | -                   | -                   |   |   |                  |                  |                  |                  |  |  |              |              |              |              |  |  | 3 mai 2026 | 3 mai 2026 | 3 mai 2026 | 3 mai 2026 |
|  | -                   | -                   | -                   | -                   | - | - | -                | -                |                  |                  |  |  |              |              |              |              |  |  |            |            |            |            |
|  | 25 octobre 2025     |                     |                     |                     | - | - | -                | -                |                  |                  |  |  |              |              |              |              |  |  |            |            |            |            |
|  |                     |                     | -                   | -                   | - | - |                  |                  |                  |                  |  |  |              |              |              |              |  |  |            |            |            |            |
|  | -                   | -                   | -                   | -                   | - | - | -                | -                |                  |                  |  |  |              |              |              |              |  |  |            |            |            |            |
|  | -                   | -                   |                     |                     |   |   |                  | -                |                  |                  |  |  |              |              |              |              |  |  |            |            |            |            |
|  | -                   | -                   | -                   | -                   |   |   |                  |                  |                  |                  |  |  |              |              |              |              |  |  |            |            |            |            |
|  | -                   | -                   | -                   | -                   | - | - | -                | -                |                  |                  |  |  |              |              |              |              |  |  |            |            |            |            |
|  | 25 octobre 2025     |                     |                     |                     | - | - | -                | -                |                  |                  |  |  |              |              |              |              |  |  |            |            |            |            |
|  |                     |                     | -                   | -                   | - | - |                  |                  |                  |                  |  |  |              |              |              |              |  |  |            |            |            |            |
|  | -                   | -                   | -                   | -                   | - | - | -                | -                |                  |                  |  |  |              |              |              |              |  |  |            |            |            |            |
|  | -                   | -                   | 26 octobre 2025     |                     |   |   | -                | -                |                  |                  |  |  |              |              |              |              |  |  |            |            |            |            |
|  | -                   | -                   | -                   | -                   |   |   |                  |                  |                  |                  |  |  |              |              |              |              |  |  |            |            |            |            |
|  | -                   | -                   | -                   | -                   | - | - | -                | -                |                  |                  |  |  |              |              |              |              |  |  |            |            |            |            |
|  | 25 octobre 2025     |                     |                     |                     | - | - | -                | -                |                  |                  |  |  |              |              |              |              |  |  |            |            |            |            |
|  |                     |                     | -                   | -                   | - | - |                  |                  |                  |                  |  |  |              |              |              |              |  |  |            |            |            |            |
|  | -                   | -                   | -                   | -                   | - | - | -                | -                |                  |                  |  |  |              |              |              |              |  |  |            |            |            |            |
|  | -                   | -                   |                     |                     |   |   |                  | -                |                  |                  |  |  |              |              |              |              |  |  |            |            |            |            |
|  | -                   | -                   | -                   | -                   |   |   |                  |                  |                  |                  |  |  |              |              |              |              |  |  |            |            |            |            |
|  | -                   | -                   | -                   | -                   | - | - | -                | -                |                  |                  |  |  |              |              |              |              |  |  |            |            |            |            |
|  | 25 octobre 2025     |                     |                     |                     | - | - | -                | -                |                  |                  |  |  |              |              |              |              |  |  |            |            |            |            |
|  |                     |                     | -                   | -                   | - | - |                  |                  |                  |                  |  |  |              |              |              |              |  |  |            |            |            |            |
|  | -                   | -                   | -                   | -                   | - | - | -                | -                |                  |                  |  |  |              |              |              |              |  |  |            |            |            |            |
|  | -                   | -                   |                     |                     |   |   |                  | -                |                  |                  |  |  |              |              |              |              |  |  |            |            |            |            |
|  | -                   | -                   | -                   | -                   |   |   |                  |                  |                  |                  |  |  |              |              |              |              |  |  |            |            |            |            |
|  | -                   | -                   | -                   | -                   |   |   |                  |                  |                  |                  |  |  |              |              |              |              |  |  |            |            |            |            |
|  |                     |                     |                     |                     |   |   |                  |                  |                  |                  |  |  |              |              |              |              |  |  |            |            |            |            |

## Statistiques

### Nombre d'équipes par division et par tour
Les 48 équipes présentes disputent un total de 63 rencontres : 48 au premier tour et 16 dans la phase à élimination directe.
| Division         | Premier tour | Huitièmes de finale | Quarts de finale | Demi-finales | Finale |
| ---------------- | --- | ------------------- | ---------------- | ------------ | ------ |
| Division Honneur | 11 Beerschot, Dragons, La Gantoise, Herakles, Léopold, Old Club, Orée, Pingouin, Racing, Uccle Sport, Waterloo Ducks |                     |                  |              |        |
| Nationale 1      | 9 Antwerp, Baudouin, Daring, Langeveld, Louvain-la-Neuve, Rapid, La Rasante, Wellington, White Star                  |                     |                  |              |        |
| Nationale 2      | 11 Amicale Anderlecht, Indiana, Lara, Leopard, Linkebeek, Malines, Parc, Polo, Saint-Georges, Verviers, Woluwe       |                     |                  |              |        |
| Nationale 3      | 11 Bruges, Hoegaarden, Ixelles, La Louvière, Ombrage, Olympia, Relax, Sukkelweg, Stix, Taxandria, Wolvendael         |                     |                  |              |        |
| Nationale 4      | 6 Arlon, Keerbergen, Lokeren, Lynx, Mol, Rix                                                                         |                     |                  |              |        |
| Total            | 48 | 16                  | 8                | 4            | 2      |